# Itchen, Test and Avon (circonscription du Parlement européen)
Avant l’adoption uniforme de la représentation proportionnelle en 1999, le Royaume-Uni utilisait le système uninominal à un tour pour les élections européennes en Angleterre, en Écosse et au pays de Galles. Les conscriptions du Parlement européen utilisées dans ce système étaient plus petites que les circonscriptions régionales les plus récentes et ne comptaient chacune qu'un seul membre au Parlement européen.
La circonscription de Itchen, Test and Avon était l'une d'entre elles.
Il se composait des circonscriptions du Parlement de Westminster (sur leurs limites de 1983) de Christchurch, Eastleigh, New Forest, Romsey and Waterside, Salisbury, Southampton Itchen et Southampton Test.

## Membre du Parlement européen
| Élection                    | Élection | Portrait | Membre                | Parti        |
| --------------------------- | -------- | -------- | --------------------- | ------------ |
|                             | 1994     |          | Edward Kellett-Bowman | Conservateur |
| 1999 circonscription abolie |          |          |                       |              |

## Résultats des élections
Les candidats élus sont indiqués en gras.
| Parti                 | Parti                                  | Candidat              | Votes   | %     |
| --------------------- | -------------------------------------- | --------------------- | ------- | ----- |
|                       | Conservateur                           | Edward Kellett-Bowman | 81 456  | 35,4  |
|                       | Libéral Démocrate                      | A.D. Barron           | 74 553  | 32,4  |
|                       | Travailliste                           | E.V. Read             | 52 416  | 22,7  |
|                       | UKIP                                   | Nigel Farage          | 12 423  | 5,4   |
|                       | Green                                  | F. Hulbert            | 7 998   | 3,5   |
|                       | Natural Law                            | A.D. Miller-Smith     | 1 368   | 0,6   |
| Nombre total de votes | Nombre total de votes                  | Nombre total de votes | 550 406 | 100,0 |
| Majorité              | Majorité                               | Majorité              | 6 903   | 3,0   |
| Participation         | Participation                          | Participation         | 230 214 | 41,8  |
|                       | Conservateur vainqueur (nouveau siège) |                       |         |       |